# 근빈 박씨
근빈 박씨(謹嬪 朴氏, 1425년 ~ ?)는 조선 제7대 왕 세조의 후궁이다.

## 생애

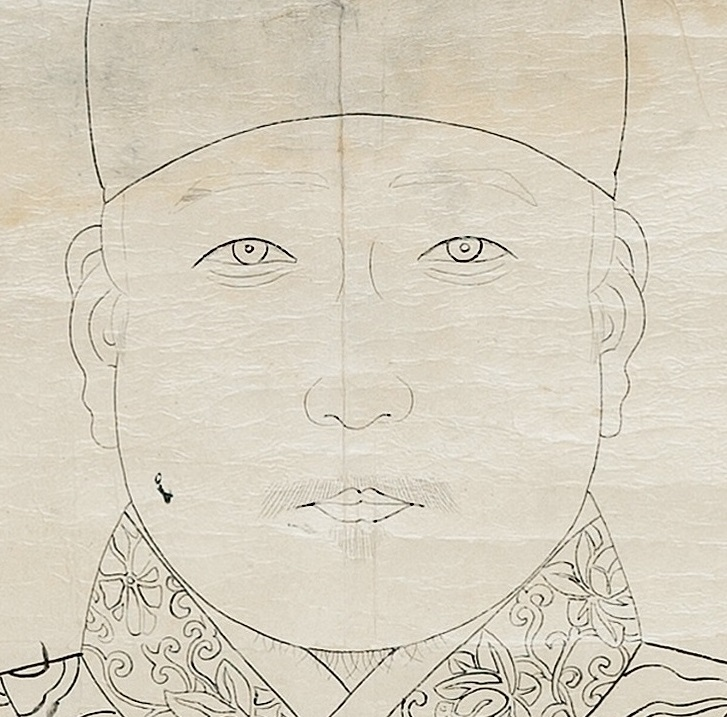
남편 세조

본관은 선산이며, 세조가 왕위에 오르기 전에 맞아들인 후궁이다. 
전주이씨 덕원파 족보에 보면 선산박씨 박선민(朴善敏)의 딸이다.
{그녀의 출신과 가계에 대해서는 기록이 남아있지 않아 정확히 알 수 없다. 다만 그녀가 박팽년의 누이라는 말이 있는데, 근빈과 박팽년은 서로 본관이 달라 남매일 가능성은 희박하다.}
초봉 기록은 존재하지 않으나 세조 재위년간에 숙의(내명부 종2품)로 있었으며, 세조의 후궁 중 유일하게 서자녀를 출산하여 두 왕자를 두었다. 이 공으로 예종 즉위 후 종1품 귀인으로 특진됐으며 세조의 지문과 애책문에 후궁 중 유일하게 수록됐다. 성종 14년(1483년)에 세조비 정희왕후 윤씨가 사망하자 장례 후 정1품 빈으로 진봉되어 근빈이 됐다. 성종 14년은 성종이 세 대비를 모시기 위해 건설한 창경궁이 완성된 해이기도 한데 정희왕후가 사망하여 국상을 마친 뒤인 성종 16년이 되어서야 남은 두 대비의 이처(처소의 이동)가 시작될 수 있었다. 이때 선왕들의 후궁들 역시 처소가 재이속되었는데, 근빈 박씨는 자수궁(慈壽宮)에 이속되어 장남 덕원군 이서가 숙원 이씨(예종의 후궁)와 귀인 윤씨(의경세자의 후궁)는 사제에서 지내도록 해준 것을 들어 박씨는 늙고 병까지 있으니 아들인 자신이 돌볼 수 있도록 사제에서 지내게 해주길 청원했으나 거절당했다.
두 아들 중 차남 창원군 이성(李晟)은 술을 매우 좋아하고 음란하였으며, 여종을 함부로 죽이는 등 세간의 평이 매우 좋지 않았다. 이 때문에 1484년(성종 15년) 창원군이 죽고난 후 그에게는 여도(戾悼)라는 시호가 붙여졌는데, 이 중 여(戾)라는 글자에 좋지 않은 의미가 있다하여 근빈이 직접 아들의 시호를 고쳐달라고 청한 적이 있다.
1504년 나이 80세에 이르러 머리를 깎고 여승이 되어 항상 자수궁에서 거처하다가 이 무렵 입궐하였는데, 왕이 나놀려면, 근빈에게 교자(轎子)를 타도록 하고, 궁인이 메게 하므로 궁인들이 항시 승혜(繩鞋)를 신고 갔다. 연산군이 술이 취하면 스스로 일어나 춤을 추고, 또한 근빈도 일어나 춤추게 하였는데, 근빈은 늙어서 할 수 없었으나, 모진 학대가 두려워 따르지 않을 수 없었다.
박씨가 언제 죽었는지는 기록되어 있지 않다. 그녀의 묘소는 경기도 양주시 광사동에 있으며, 그녀의 아들인 덕원군의 후손이 그녀에게 제를 올리고 있다.

## 가족 관계
- 남편 : 세조(世祖, 1417년-1468년, 재위:1455년-1468년)
  - 1남 : 덕원군 서(德源君 曙, 1449년-1498년) - 김종직의 딸과 결혼, 윤말손의 딸과 재혼, 양일원의 딸과 삼혼.
  - 2남 : 창원군 성(昌原君 晟, 1458년-1484년) - 노호신의 딸과 결혼, 정익의 딸과 재혼, 한찬우의 딸과 삼혼.

## 관련 작품

### 연극
- 《제8회 여성연출가전 - 자수궁》(2012, 서미영) : 근빈이 박팽년의 누이라는 내용을 모티브로 한 퓨전 사극[5]

## 참고 문헌
- 《조선왕조실록》